# Gonzalo Galván Castillo
Pour les articles homonymes, voir Castillo.
Gonzalo Galván Castillo, né le 19 janvier 1951 et mort le 22 novembre 2020, est un évêque mexicain.
Le 25 juin 2015, le pape François accepte sa démission, qui intervient le jour où le prêtre Francisco Javier García Rodriguez a été arrêté pour viol sur une fillette de onze ans et attouchements sur cinq autres personnes. Galván avait déjà reçu des informations sur García en 2013 mais n'a rien fait pour limiter son ministère jusqu'en janvier 2015. Galván aurait également protégé un autre de ses prêtres, Horacio López, accusé en 2009 d'avoir violé un garçon de 11 ans en 2002. En 2010, Galván transfère López dans une paroisse de Tecolotlán et en 2013 dans l'archidiocèse de León. En août 2015, le père López exerce toujours un ministère actif,.
Hospitalisé pour la COVID-19, il décède à León le 22 novembre 2020 à l'âge de 69 ans des suites d'une embolie pulmonaire ou cardiaque,,.